# بالهو (منطقه)
بالهو یک منطقهٔ مسکونی در جیبوتی است که در منطقه تاجوره واقع شده‌است.